# ناحیه ادلنی
ناحیهٔ ادلنی (به مجاری:  Edelényi járás) یک ناحیه در مجارستان است که در بورشود-آبااوی-زمپلن واقع شده‌است. ناحیه ادلنی ۷۱۷٫۸۶ کیلومتر مربع مساحت و ۳۳٬۳۱۴ نفر جمعیت دارد.